# Arisaema lackneri
Arisaema lackneri är en kallaväxtart som beskrevs av Adolf Engler. Arisaema lackneri ingår i släktet Arisaema och familjen kallaväxter. Inga underarter finns listade.